# Riyad Rahhal
Riyad Rahhal (né à Akkar en 1950) est un homme politique libanais.
Chirurgien diplômé de l’Université de Tours, il se présente sans succès aux élections législatives de 2000, au siège grec-orthodoxe de Akkar.
À la suite de la Révolution du Cèdre et au retrait des troupes syriennes du Liban, très influentes dans sa circonscription, il est élu en 2005 comme candidat du Courant du Futur au sein de la liste d’alliance avec les Forces libanaises.